# بلوق (سمك)
بُلوق (الاسم العلمي: Pollachius) هو سمكة من فصيلة الغادسيات. يوجد في شمال المحيط الأطلسي في المناطق المتوزعة بين دول أوروبا الغربية وشرق الولايات المتحدة الأمريكية وغرينلاند ويهاجر لوضع البيض بمسار بين شمال و جنوب مناطق وجوده، يعيش بين عمقي 37 و 364 متر، يتواجد في المياه العميقة خلال فصل الشتاء و يدخل المياه الساحلية خلال فصل الربيع، الطول الشائع هو 60 سم وقد يصل طول الذكر إلى 130 سم، يتميز مظهرة بلون بني مائل للخضرة من ناحية الظهر ويصبح اللون شاحب قليلا من الناحية البطنية و بخط على طول جسم السمكة، تتغذى صغار البُلوق على القشريات و الاسماك الصغيرة بينما تتغذى الاسماك البالغة غالباً على الاسماك الأُخرى.